# القوات المسلحة لجمهورية أرتساخ
القوات المسلحة لجمهورية مرتفعات قرة باغ أو جيش الدفاع لجمهورية مرتفعات قرة باغ (بالأرمنية : Լեռնային Ղարաբաղի Հանրապետության Պաշտպանության Բանակ) هو جيش أسس سنة 1992.

## التاريخ
كان الجيش مكون من الوحداث المقاومة قبل التسعينات و كان يعمل بصفة غير رسمية و غير منظمة لحماية أرمن قرة باغ من العنف المستعمل من قبل الاتحاد السوفيتي وأذربيجان.

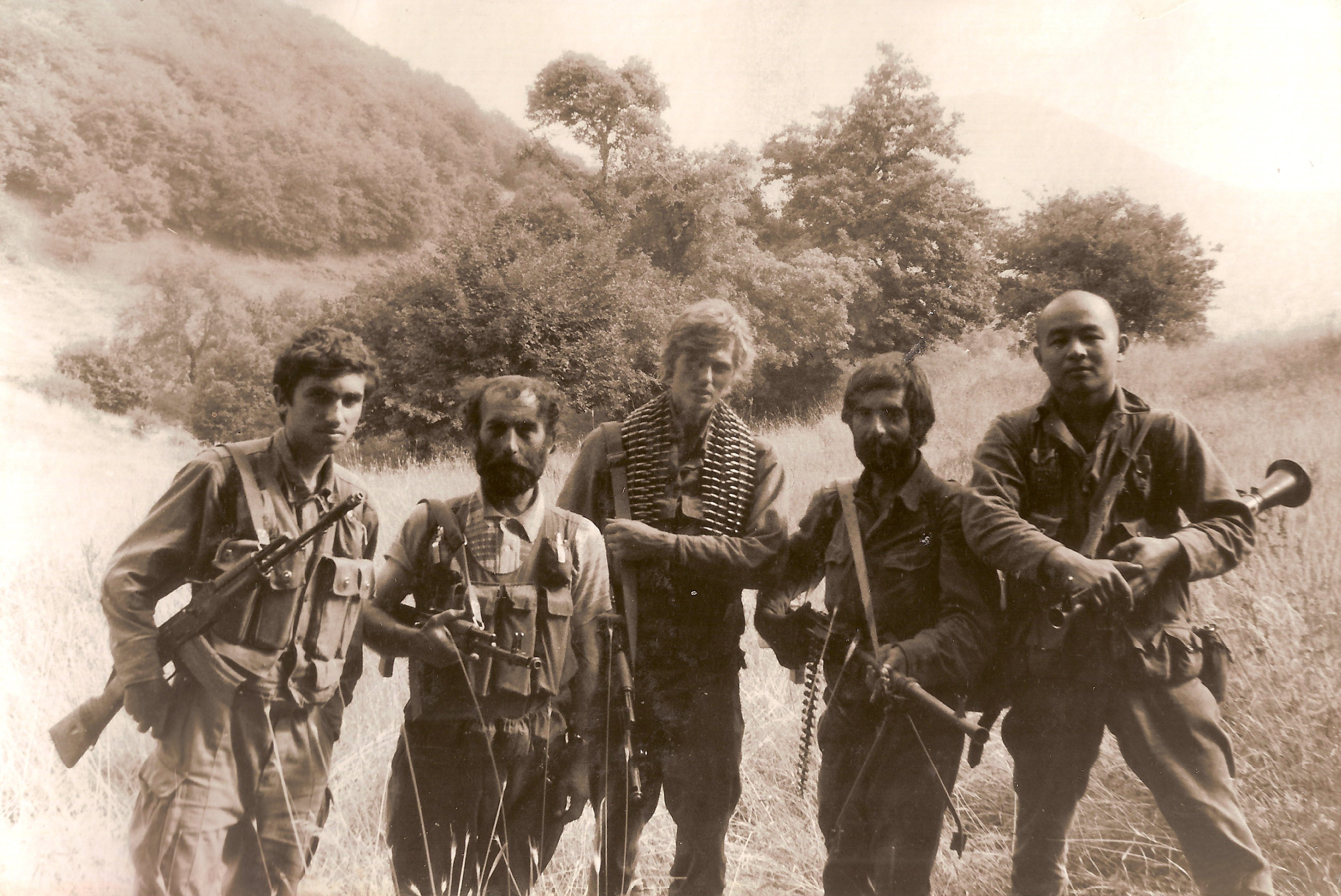
مجموعة من فوج المشاة عدد 8 التابع لخانكندي، من القوات المسلحة التابعة لجمهورية مرتفعات قرة باغ في أغسطس 1992.
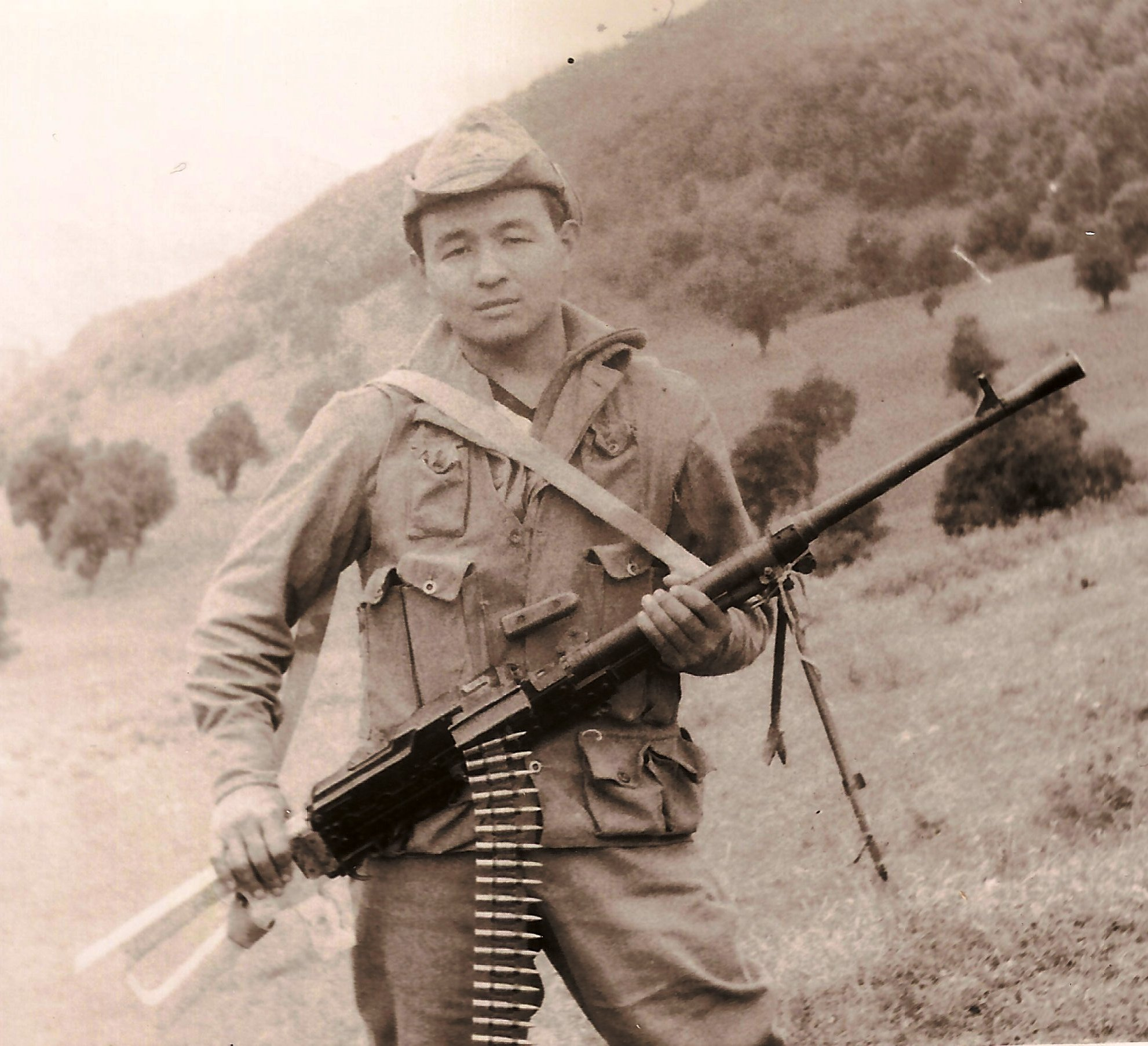
عضو من القوات المسلحة التابعة لجمهورية مرتفعات قرة باغ (أصل من الكازاخ) يحمل بي كاي.

## العتاد و المعدات
- جيش : 
  - 371 دبابة (تي-54، تي-72)
  - 459 سيارة مصفحة (بي إم بي-1، بي إم بي-2، بي تي أر-70، بي تي أر-80.
  - 479 أداة مدفعية (دي-20، دي-30، أم تي-12 رابيرا، 2أ36 جياتسينت-بي)
  - 48 راجمة صواريخ (صاروخ غراد، دبليو أم-80)
  - نظام الدفاع الجوي (أس-75 دفينا، أس-125، سام 4، سام 6، زي أس يو-23-4 شيلكا، 9كا33 أوزا، أس - 300.
  - صواريخ باليستية (سكود).
- سلاح الجو :
  - 2 سوخوي سو-25
  - 5 ميل مي-24
  - 5 ميل مي-8
  - 4 طائرات دون طيار

## مقالات ذات صلة
- القوات المسلحة الأرمنية